# Aireina paradoxa
Aireina paradoxa là một loài ruồi trong họ Asilidae. Aireina paradoxa được Frey miêu tả năm 1934.